# Ashleigh Murray

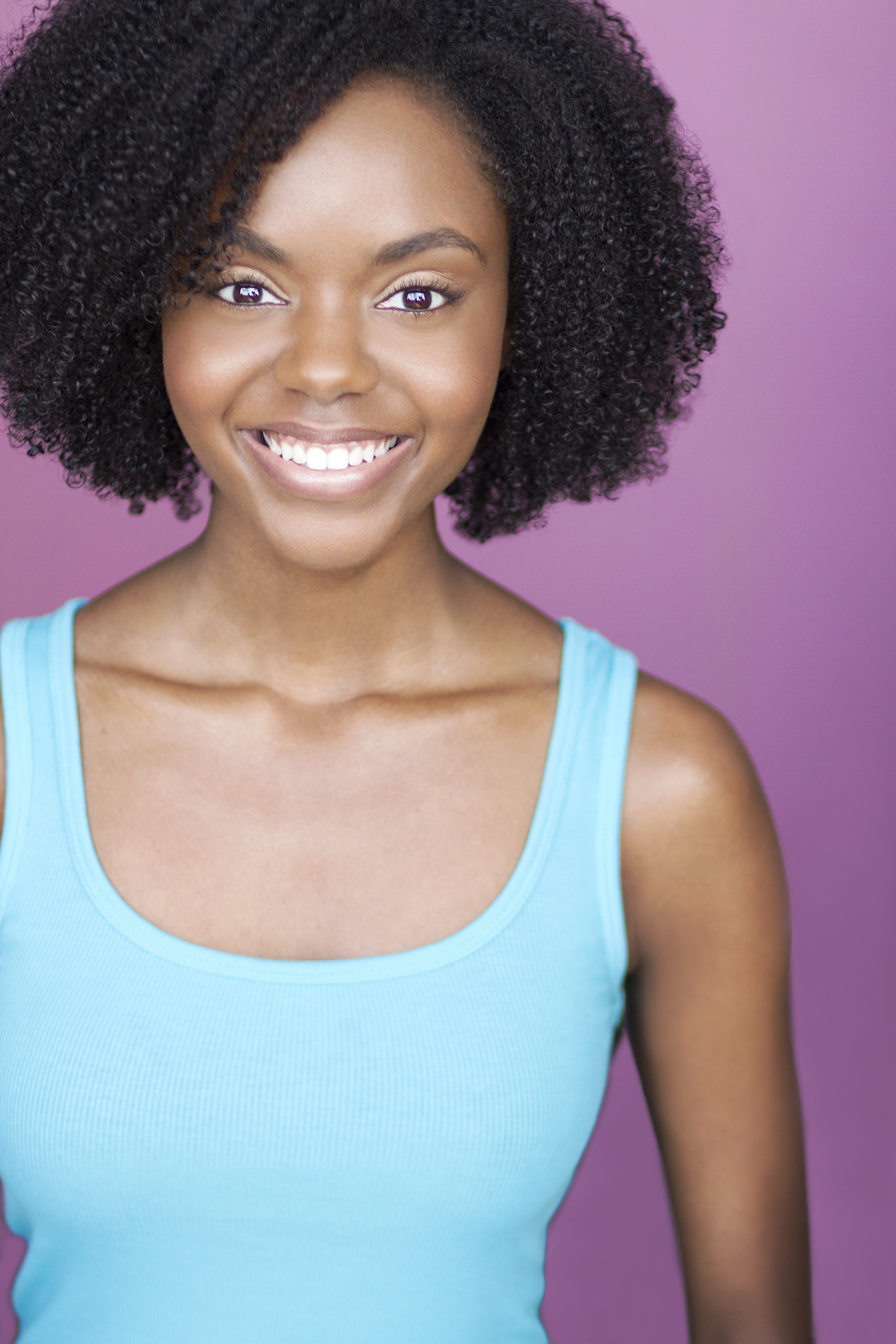
Ashleigh Murray (2015)

Ashleigh Monique Murray (ur. 18 stycznia 1988 w Kansas City) – amerykańska aktorka, która wystąpiła m.in. w serialu Riverdale.

## Filmografia

### Filmy
| Rok  | Tytuł               | Rola         | Uwagi       |
| ---- | ------------------- | ------------ | ----------- |
| 2007 | Finding Harmony     | Harmony      | krótkometr. |
| 2012 | Welcome to New York | Simone       | krótkometr. |
| 2014 | Grind               | Workout Girl |             |
| 2020 | Valley Girl         | Loryn        |             |

### Telewizja
| Rok       | Tytuł                           | Rola        | Uwagi          |
| --------- | ------------------------------- | ----------- | -------------- |
| 2014      | The Following                   | studentka   | 1 odc.         |
| 2016      | Younger                         | dziewczyna  | 2 odc.         |
| 2017      | Deidra i Laney okradają pociągi | Deidra      | film TV        |
| 2017–2019 | Riverdale                       | Josie McCoy | w gł. obsadzie |
| 2018      | Alex, Inc                       | Melissa     | 1 odc.         |
| 2020      | Katy Keene                      | Josie McCoy | w gł. obsadzie |